# Killzone: Liberation
Killzone: Liberation è un videogioco per PSP, seguito di Killzone (su PlayStation 2). A differenza del primo gioco, presenta una visuale in terza persona invece che in prima. Sono presenti molte armi del capitolo precedente (M82G, Sta-52 etc.) e alcune nuove, come la balestra, il lanciafiamme e il revolver. Sono inoltre state aggiunti nuovi nemici: le Guardie, giganti con manganello e scudo antisommossa, pressoché invulnerabili agli attacchi frontali; un Juggernaut dotato di un pesante esoscheletro da combattimento, armato di mitragliatore.

## Trama
Il gioco è ambientato due mesi dopo le vicende di Killzone per PlayStation 2. Jan Templar, fresco eroe di Vekta, non può ancora riposare. Dopo la sconfitta di Lente l'esercito Helghast è in rotta, con alle calcagne i soldati dell'ISA intenti a sgominare definitivamente la loro invasione. Per cercare di salvare la situazione, Scolar Visari, sovrano di Helghan, decide di inviare il generale Armin Metrac, suo braccio destro, insieme a una nuova forza d'invasione per radunare i resti delle loro forze militari già sul pianeta e tentare un nuovo assalto contro l'ISA.
Il gioco inizia nella base ISA di Rayhoven, quando durante un incontro tra leader e scienziati ISA, gli Helghast attaccano violentemente. Templar viene mandato a sostegno delle truppe ISA, in attesa di nuovi ordini. Il gioco, come il predecessore, inizia in una trincea.

## Modalità di gioco
La campagna si compone di 5 capitoli, 4 nel gioco originale e il quinto da scaricare dal sito ufficiale del gioco, ognuno composto da quattro livelli, nel quale impersonerete il Capitano Templar dell'ISA. Ovviamente, oltre che a nuovi personaggi come Evelyn Batton, il generale Stratson e il ministro Heff Milcher, è possibile combattere al fianco dei vecchi compagni del precedente gioco a cui il giocatore può impartire degli ordini. Nella campagna Cooperativa, un giocatore impersonerà Hakha.
Per il Single Player è disponibile anche una modalità "sfida", da sbloccare man mano che si portano a termine i capitoli della storia. Ogni capitolo delle sfide comprende vari minigiochi e completandoli si può sbloccare abilità (trasportare più granate, piazzare più velocemente i C4, disinnescare più rapidamente le trappole nemiche...) ed equipaggiamenti (come giubbotti antiproiettile per voi o per i vostri compagni, tirapugni...) per la campagna.
Si può giocare on-line in multiplayer fino a 8 giocatori contemporaneamente scegliendo tra 5 modalità:
- Team Deathmatch: ISA contro Helghast
- Deathmatch: tutti contro tutti
- Capture the flag: gli ISA contro gli Helghast, vince chi prende tutte le bandiere al nemico
- Assault: ISA difendono una postazione, gli Helghast devono distruggerla.
- 1vs1: uno contro uno